# Laurits Follert
Laurits Follert, né le 10 avril 1996 à Duisbourg, est un rameur d'aviron allemand spécialiste en huit.

## Palmarès

### Jeux olympiques
- 2020 à Tokyo,  Japon
  -  Médaille d'argent en huit[1]

### Championnats du monde
- 2019 à Ottensheim,  Autriche
  -  Médaille d'or en huit